# ガス溶接作業者
ガス溶接作業者（ガスようせつさぎょうしゃ）とは、労働安全衛生法に定めるガス溶接技能講習を修了し、当該業務を行う者をいう。労働安全衛生法施行令第20条第10号に規定されている。

## 概要
可燃性ガス及び酸素を混合して使用するガス溶接、切断等のガス溶接の作業を（事業者に従事させられる形で）行う上で必要な資格である。可燃性ガス及び酸素を使用した金属の溶接、溶断、加熱の作業を行うことができる。これを修了し、3年以上の実務経験を積むとガス溶接作業主任者免許試験の受験資格が得られる。
なお、酸素を用いない小型・携帯用のいわゆるガストーチによるろう付けはここでいうガス溶接に含まない。

## 受講資格
- 満18歳以上

## 技能講習
2日間にわたり学科講習と実技講習が行われる。このような技能講習の場合は修了試験も学科・実技とも行われるのが通例であるが、ガス溶接技能講習にあっては法令上は修了試験は学科についてのみ行えばよいこととなっている。
講習は職業能力開発校などの職業訓練施設の他、社会人向けとしてコマツなどの建機メーカーの教習所でも実施している。

### 講習科目
- 学科

1. ガス溶接等の業務のために使用する設備の構造及び取扱いの方法に関する知識(3時間)
2. ガス溶接等の業務のために使用する可燃性ガス及び酸素に関する知識(3時間)
3. 関係法令(2時間)

- 実技

1. ガス溶接等の業務のために使用する設備の取扱い(5時間)